# بيتي بينز فليتشير
بيتي بينز فليتشير (بالإنجليزية: Betty Binns Fletcher)‏ هي قاضية ومحامية أمريكية، ولدت في 29 مارس 1923 في تاكوما في الولايات المتحدة، وتوفيت في 22 أكتوبر 2012 في سياتل في الولايات المتحدة.

## وصلات خارجية
- بيتي بينز فليتشير على موقع إن إن دي بي (الإنجليزية)